# Germánok
Germánoknak nevezik azt a nyelvi közösséget, melynek tagjai a Kr. e. 1. és Kr. u. 3. század között Skandinávia déli területeiről kiindulva benépesítették és uralmuk alá hajtották Közép- és Kelet-Európa vidékeit. Germánok alatt csupán nyelvi közösség értendő, nem egy egységes népcsoport. A germán nyelveket beszélő népek különböző népcsoportokat alkottak, akik gyakran egymás ellen is harcoltak. Hóman Bálint munkája szerint e germán népcsoportok azáltal ágaztak el és váltak külön, hogy más-más kultúrkörök hatásai alá kerültek, amikor állattenyésztő vándorlásaik során más népcsoportokkal kerültek kapcsolatba. Ezek a találkozások az indogermán nyelv változásait is magukkal hozták, amikor a germán néptörzsek a helyben talált földművelő jellegű népek csoportjait magukba olvasztották. Ezáltal az észak-európai bronzkor végén, Kr. e. 750 és 500 között a germánok nyelvében egy sajátos hangzóeltolódás következett be. Az így kialakult új nép saját új kultúra hordozója lett, de önálló népnévvel nem rendelkezett. A népet alkotó és elszigetelten élő törzsek más-más nevet viseltek. Tacitus alapján a Rajnát keletről átlépő, a keltákkal súlyos harcokat folytató vezető törzset hívhatták „germani”-nak, amely után a keltáktól eredően minden törzs általános megnevezése a germán lett.

## Őstörténetük
Amíg kapcsolatba nem kerültek a római civilizációval, korabeli írásos emlékek nem tudósítanak róluk. Ebből a nagyjából i. e. 300-ig tartó korból csak a nyelvészet és a régészet alapján szerezhetünk ismereteket a germánokról. A germán és itáliai nyelvi kapcsolatok alapján a nyelvészek feltételezik, hogy az indoeurópai őshazában a két csoport közvetlenül egymás mellett élt, s csak miután az itáliaiak délre, a germánok északra vándoroltak, nyomultak közéjük a kelták és illírek.
A germánság eredetének vizsgálata során megkerülhetetlen az indogermán eredet kérdése. Vagy a keletről érkező pásztorkultúrájú népek 4500–4000 évvel ezelőtti áramlatai telepedtek le az ottani európai földművelő kultúrák népeire, idomulva azok jellegéhez, vagy csupán a keleti nomád behatás szivárgott az eredetileg földművelő indogermánság európai népcsoportjai közé. E jelentős kölcsönhatásra utal, hogy a később Európában megfigyelhető indogermán népek ismerték a földművelő életformát, azonban magukhoz méltó foglalkozásnak csupán az állattenyésztést tekintették. Hasonló érv az arisztokratikus rétegződés jelenléte is.
I. e. 1200 körül a germánok a mai Németország középső részén éltek, ekkor – a tengeri népek vándorlásaival egyidőben, talán hasonló klimatikus okok miatt – kezdtek északra nyomulni, Skandinávia felé, amit a régészek a hosszúszakállúak (longobárdok) népének előrenyomulása mögött sejtenek. Északon azután rátelepedtek egy még nem azonosított arktikus népre, s itt, Dánia, Dél-Svédország és Dél-Norvégia területén alakultak a többi indoeurópaitól markánsan elkülönülő germán csoporttá.
Lásd még: Északi bronzkor

## A korai történelmi időkben
A germánok a Kr. e. 1. századig a Balti-tenger partvidékén éltek, onnan kiindulva népesítették be Közép és Kelet-Európa vidékeit. A Kr. u. 3. századig a Fekete-tengerig is elértek.
Kr. u. 9-ben a germánok egy római nevelést kapott cherusk törzsi vezető, Arminius irányításával sikeresen megállították a római előrenyomulást a Teutoburgi erdőben (Teutoburger Wald). A csatában, melyet római részről a helyi helytartó, Publius Quinctilius Varus vezetett, 15 000 római légiós esett el, a foglyul ejtetteket a germánok kivégezték. A győzelem jelentőségét az adja, hogy a későbbiek folyamán a Rajna-Duna vonalától északkeletre a latin nyelvi hatás nem gyakorolt olyan jelentős befolyást, mint Gallia vagy Hispánia tartományokban. A germánok megőrizték saját nyelvüket.
160-ban alemann törzsek támadásai a limes elhagyására kényszerítették a rómaiakat.
A kora középkorra három nagy csoportjuk különült el, akik az Alpoktól északra rendezték be szállásaikat: az északi germánok, akik Skandinávia déli területein éltek, a keleti germánok, akik az Odera és Weichsel folyók folyásának területét vették birtokukba, valamint a nyugati germánok, akik a Rajna és Elba vidékein telepedtek le.
375-ben a hunok benyomultak a mai Dél-Oroszország és Ukrajna területeire, ezzel jelentősen nyugatra nyomták a germán törzsek szállásterületeit, azonban Attila (406-453) halála után a germán törzseknek lehetőségük nyílt a keleti terjeszkedésre, és ismét uralmuk alá hajtották Kelet- és Közép-Európa széles területeit.

## Törzsek

A germán expanzió a Kr. e. első évezredben. A modern Németország határai az orientációt szolgálják.

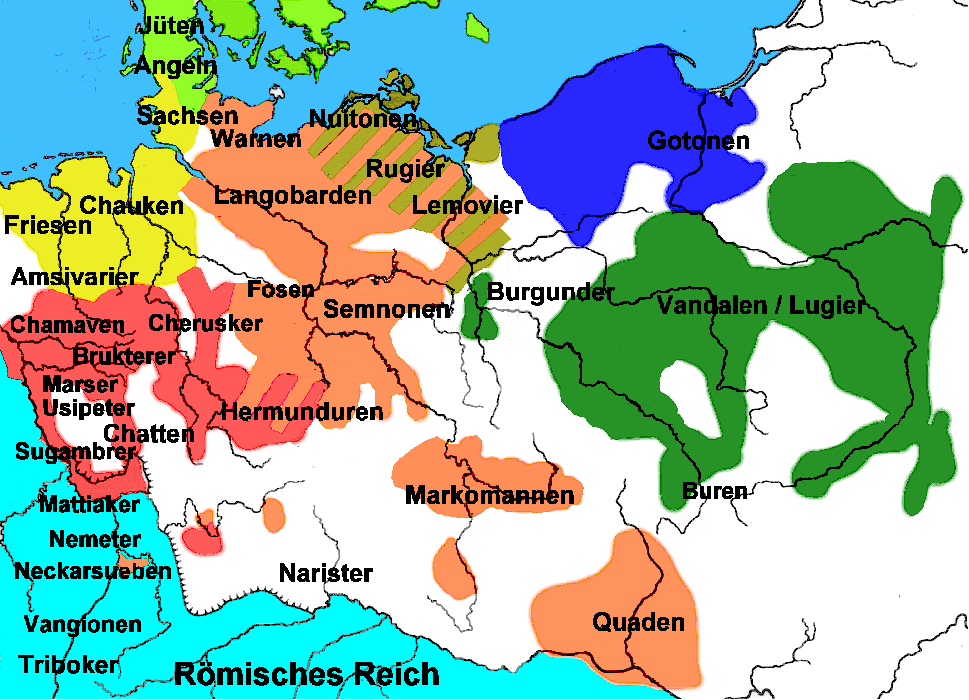
A germán törzsek elterjedése az i. sz. 1. században, Skandinávia nélkül

Nem teljes lista az ókori germán törzsekről:

### Északi germánok
- dánok
- jütök
- svédek / sveák

### Nyugati germánok
- bajuvárok (bajorok)
- foszuszok
- elbai germánok (herminonesek)
  - szvébek
    - svábok (Neckar mentiek)
    - alemannok
    - türingek
    - longobárdok
    - markomannok
- északi-tengeri germánok (ingaevonok)
  - anglik
  - frízek
  - kimberek
  - szászok
  - teutonok
- rajnai germánok (istaevonok)
  - frankok
    - chamavusok
    - chattok

### Keleti germánok

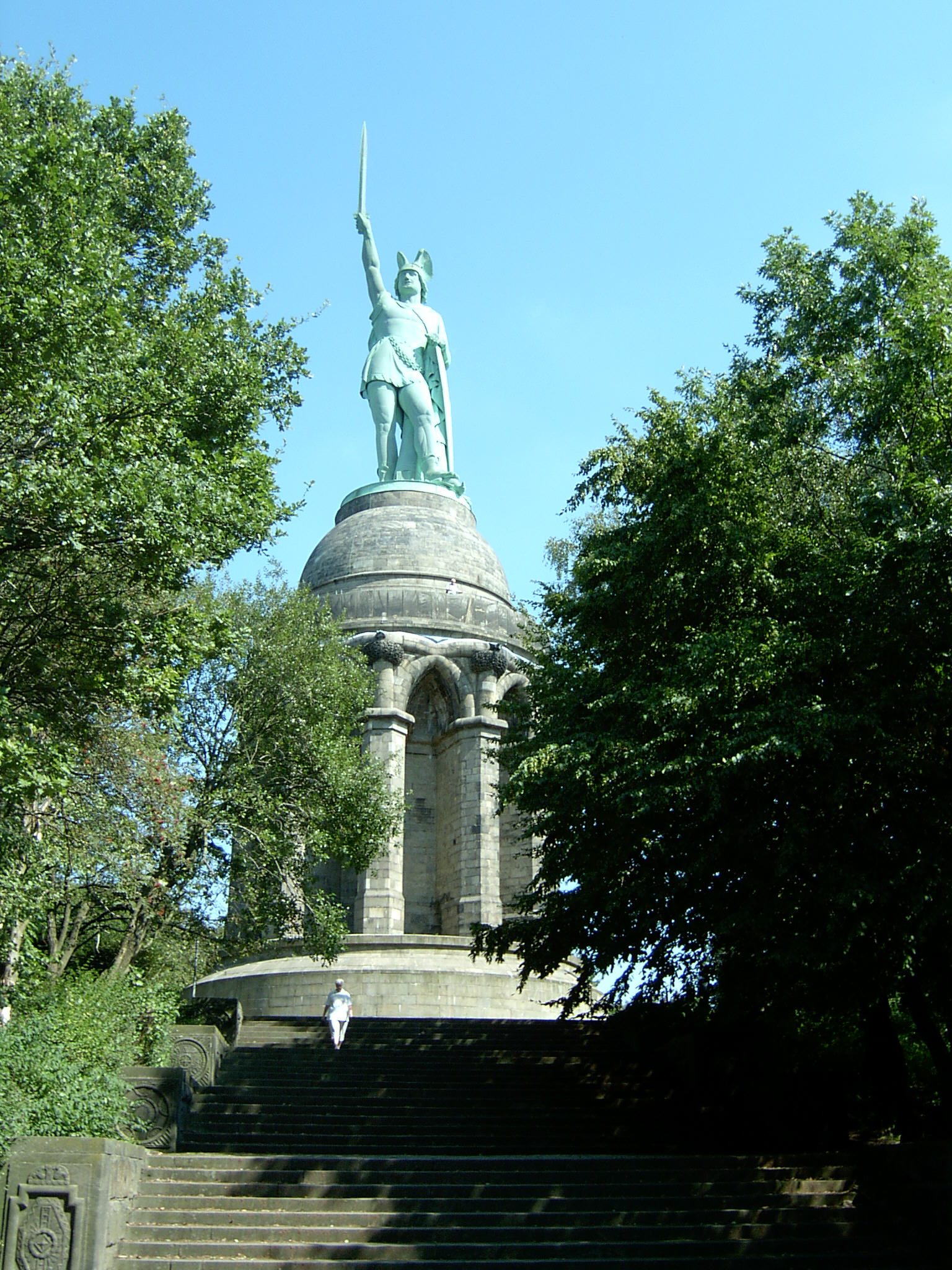
A Hermann-emlékmű Németországban, a teutoburgi erdei csata mondabeli színhelyén. (A csata a valóságban jóval északabbra, valószínűleg a mai Osnabrück környékén zajlott.) Az emlékművet a germán koalíciót vezető Armenius hadvezér tiszteletére állították, aki „Hermann” néven vonult be a történelembe

- basztarnák
- burgundok
- gepidák
- gótok
  - keleti gótok (osztrogótok)
  - nyugati gótok (vizigótok)
- herulok
- lugiak (?)
- szibinek
- szkírek
- vandálok

## Vallás
Az északi germánok vallási hiedelmeit főleg az Edda-dalokból ismerjük, a déli germánokét ősi hagyományokat gyűjtő középkori szerzetesek révén. A germán törzsek a 4–10. század között tértek keresztény hitre, de ősi hiedelmeiket népi szertartásaikban, mondáikban továbbra is megőrizték.